# Basil, a híres egérdetektív
A Basil, a híres egérdetektív (eredeti cím: The Great Mouse Detective) 1986-ban bemutatott amerikai rajzfilm,  zenés kalandfilm, amely Eve Titus és Paul Galdone regényének feldolgozása állatszereplőkkel. A 26. Disney-film rendezői Ron Clements, Burny Mattinson, David Michener és John Musker. Az animációs játékfilm producere Burny Mattinson. A forgatókönyvet Vance Gerry írta, a zenéjét Henry Mancini szerezte. A mozifilm a Walt Disney Pictures és a Walt Disney Feature Animation gyártásában készült, a Buena Vista Distribution forgalmazásában jelent meg.
Amerikában 1986. július 2-án mutatták be a mozikban. Magyarországon 2017. május 19-én vált elérhetővé a  Telekom Moziklub kínálatában.

## Rövid történet
Basil, az egérdetektív egy játékkészítő elrablása ügyében nyomoz, és felfedezi a kapcsolatot főellenségével, Ratigan professzorral.

## Cselekmény
London, 1897.
Hiram Flaversham játékkészítő megajándékozza kislányát, Oliviát a születésnapján egy saját készítésű, táncoló babával, amit ő maga készített, mivel foglalkozása játékkészítő. Azonban megzavarja őket egy támadó, aki elől Olivia elbújik, így csak annyit tud róla, hogy falába van, és denevér. A támadó egy zsákban elrabolja Hiram Flaversham játékkészítőt, hogy gazdája, Patikány professzor részére egy bábut készítsen, amit távolról irányítani lehet és a megszólalásig hasonlít a királynőre.
Az utcán eltévedt kislánnyal dr. David Dawson találkozik, aki éppen akkor érkezett vissza Afganisztánból. A kislány a Baker streeti Basilt keresi, a híres egérdetektívet, de nem tudja, merre van a Baker street. Dr. Dawson segít a lánynak megtalálni a Baker street 221.-et, ahol Basil lakik. Eleinte nem akarja meghallgatni a kislányt, de amikor megtudja, hogy a támadó falábú volt, beugrik neki, hogy Patikány professzornak van egy falábú denevér segédje, akit régóta el akar kapni, különféle bűnügyek elkövetése miatt.
Basil igénybe veszi Toby, egy basset hound segítségét (aki valójában Sherlock Holmes kutyája, de ebben a minőségében nem látjuk a történet során, csak amikor Basilnek segít a szaglásával). Egy szövetdarab szagmintáján elindulva elérkeznek egy játékműhelybe, ahol a falábú denevér egyes babákból kiszereli az őket mozgató óraműveket, szerszámokat szed össze, majd egy menekülés során elrabolja Oliviát. A kislányt Patikány professzor tartja fogva, ezzel kényszerítve a játékkészítőt, hogy még aznap estére fejezze be a bábut.
Basil a nyomok alapján egy kültelki kocsmába megy Dawsonnal, matróz álruhában, hogy információt szerezzenek az elrablóról. Amikor azonban kiejti Patikány nevét, hirtelen mindenki elhallgat, s nem mondanak neki semmit. Basil talál egy csapóajtót a padlón, ahol leereszkedve a falábú denevér nyomába erednek. Meg is érkeznek Patikány professzor búvóhelyére, azonban a hely csapdának bizonyul, amit Patikány professzor talált ki a számukra. Megkötözi őket és változatos gyilkolóeszközöket rájuk irányítva ott hagyja őket meghalni, miközben ő egy léghajón a Buckingham-palotába siet, ahol a királynő uralkodásának 60. évfordulóját fogják megünnepelni.
Patikány professzor a segédeivel elraboltatja a királynőt és helyére a játékkészítő által készített és irányított bábut helyezi, ami az irányító beszédét is tudja közvetíteni, a királynő hangjával. Ennek segítségével Patikány professzor saját magát királyi tanácsadónak nevezi ki, és különböző sanyargató rendeleteket hoz (például az idősek és a gyerekek megadóztatására).
Dawson lelket önt Basilba, aki elkeseredett amiatt, hogy a bűnöző patkány túljárt az eszén. Gyorsan kiszabadítják magukat, Oliviával és Tobyval együtt a Buckingham-palotába rohannak, ahol előbb a segítőket fogják el, majd Basil leleplezi Patikány professzor szélhámosságát. Neki azonban sikerül léghajón elmenekülnie, és megint magával viszi Oliviát.
Dawson, Basil és Olivia apja léggömböket kötöz össze és ezzel erednek Patikány professzor nyomába, akinek léghajója meghajtását a falábú denevér végzi, aki egy bicikliszerű szerkezeten tekerve egy légcsavart hajt meg, amely előre mozgatja a léghajót.
Patikány léghajója a Big Ben órájának számlapjába ütközik, ahová bezuhan. Basil ide is követi, és a fogaskerekek között ugrálva próbál kijutni, és magával vinni Oliviát. Patikány az éles karmaival könyörtelenül támadja. A küzdelem végén mindketten a mélybe zuhannak, de Basilnak sikerül elkapnia Patikány léghajójának bicikliszerű szerkezetét és ezt tekerve vissza tud emelkedni barátaihoz.
Basil kitüntetést kap a királynőtől. Olivia megköszöni az apukája megmentését, és vele együtt elutazik. Dawson is távozni akar az ügy lezártával, de Basil felajánlja neki, hogy dolgozzanak együtt, és lakjon nála. A következő ügyfél, egy fiatal úrihölgy máris az ajtóban áll, és a segítségüket kéri. A páros rögtön hozzálát az újabb ügy megoldásának, de Dawson számára ez az első ügy marad a legkedvesebb.